# George Adee
George Townsend Adee (ur. 4 stycznia 1874 w Stonington, zm. 31 lipca 1948 w Nowym Jorku) – amerykański działacz sportowy związany z tenisem, tenisista.
Studiował na Uniwersytecie Yale, gdzie był członkiem reprezentacji uczelni w futbolu amerykańskim. Jako tenisista sześciokrotnie wystąpił w mistrzostwach Stanów Zjednoczonych (1903–1909). Służył w armii amerykańskiej podczas wojny z Hiszpanią oraz I wojny światowej.
Był zasłużonym działaczem tenisowym: w latach 1916–1919 sprawował funkcję prezesa Amerykańskiego Stowarzyszenia Tenisowego (wówczas pod nazwą: Amerykańskie Stowarzyszenie Tenisa Ziemnego), kierował w federacji Komisją Pucharu Davisa i Komisją Zasad Amatorskich.
Za zasługi dla tenisa został pośmiertnie uhonorowany członkostwem w Międzynarodowej Tenisowej Galerii Sławy (w 1964).